# Stinkender Wacholder
Der Stinkende Wacholder (Juniperus foetidissima) ist eine  Pflanzenart aus der Familie der Zypressengewächse (Cupressaceae). Die zerriebenen oder zerkleinerten Blätter riechen unangenehm. Er ist im Wesentlichen in Südosteuropa und im westlichen Vorderasien verbreitet.

## Beschreibung

### Vegetative Merkmale
Der Stinkende Wacholder wächst meist als immergrüner Baum mit geradem, monopodialem Stamm und einem Brusthöhendurchmesser von 1 Meter und mit Wuchshöhen bis zu 20 Meter. Gelegentlich und oft in Regionen der Waldgrenze bildet er auch Strauch- oder niederliegende Strauchformen. Die ersten Äste stehen unregelmäßig spreizend oder aufsteigend ab; die höheren Äste sind spreizend, kurz, dick und oft gekrümmt. Die Krone junger Bäume ist pyramidenförmig gestaltet und bei älteren Exemplaren bildet sie einen unregelmäßigen, breit konischen Habitus.
Die Rinde an jungen Bäumen oder Zweigen ist glatt, blättert aber bald papierähnlich ab. Die licht- bis hellbraune oder graue und fasrige Borke älterer Bäume löst sich in schmalen Streifen vom Stamm. Die unregelmäßig angeordneten, dicht, komplex und aufrecht stehenden, deutlich vierkantigen Zweige erreichen einen Durchmesser von 1 bis 2 Millimeter. Ihre Rinde ist anfangs grün, später rötlich-braun gefärbt und rau. Sie tragen zurückgebogene Schuppenblätter.
Es werden sowohl nadelförmige Blätter als auch schuppenförmige, herablaufende und zerkleinert oder zerrieben übelriechende Blätter ausgebildet. Die in Wirteln zu dritt angeordneten, nadelförmigen, gekielten und stechenden Blätter an juvenilen Bäumen als auch an den Spitzen älterer Zweige weisen Ausmaße von 5 bis 8 Millimeter × 1,5 bis 2 Millimeter auf. Sie tragen nur auf der Blattoberseite Spaltöffnungen. Die schuppenartigen, rhombischen bis eiförmig-rhombischen, (verkehrt)-lanzettlichen und ganzrandigen Blätter sind an den älteren Zweigen bis 5 Millimeter und auf den äußeren Zweigen 1,5 bis 3 Millimeter lang. Die Schuppenblätter sind überlappend angeordnet, an den Stamm angedrückt oder die Spitzen rückwärts gebogen und besitzen auf beiden Blattseiten Spaltöffnungen, die sich in zwei grün oder gelblich-grün gefärbten Reihen von der Basis bis zur Spitze ziehen. Die manchmal bräunlichen Harzdrüsen sind meist nicht vorhanden oder üblicherweise unauffällig und nicht aktiv.

### Generative Merkmale

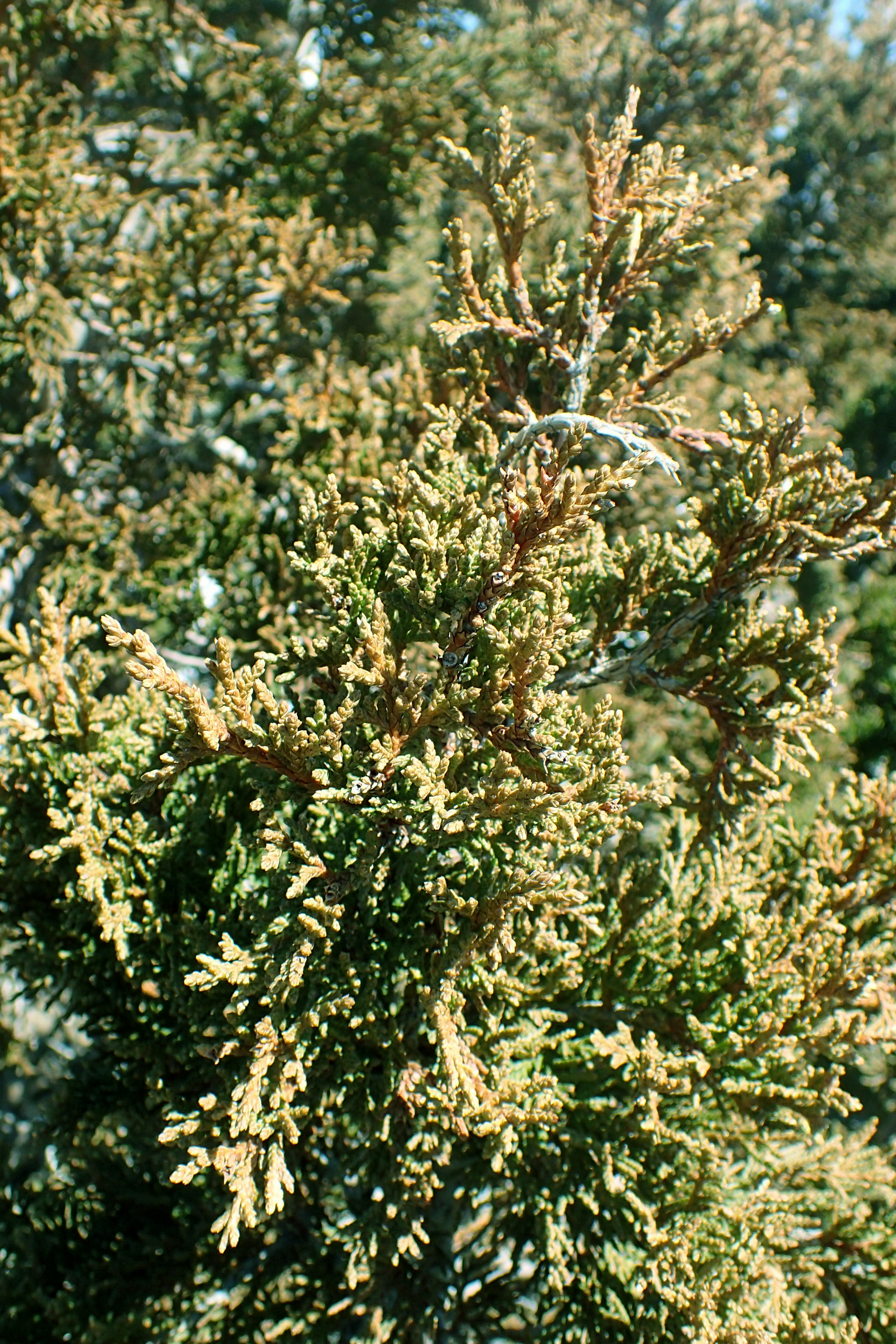
Stinkender Wacholder (Juniperus foetidissima)

Der Stinkende Wacholder ist sowohl einhäusig (monözisch) als auch zweihäusig (diözisch) getrenntgeschlechtig. Die Blütezeit erstreckt sich von März bis April.
Die zahlreichen, einzeln und endständig oder beinahe endständig stehenden, eiförmig bis kugelförmigen Pollenzapfen sind 2 bis 3(selten bis 3,5) Millimeter lang und hellgelb bis gelblich-braun gefärbt. Sie besitzen acht bis zwölf Mikrosporophylle mit schildförmigen, gerundeten, dünnen, hyalinen und oft erodierten Rändern und mit vier relativ großen Pollensäcken.
Die zahlreichen, einzeln und achsel- oder endständig stehenden, sitzenden oder mit 3 bis 4 Millimeter langen Blütenstandsachsen versehenen Samenzapfen tragen winzige Zapfenschuppen. Sie sind im juvenilen Stadium abgeplattet-elliptisch geformt und bereift, mit sechs deutlichen Spitzen, 2 bis 3 Millimeter Durchmesser und bläulichgrün gefärbt. Die nach zwei Jahren vollreifen, kugeligen Zapfen besitzen einen Durchmesser von 5 bis 13 Millimeter und eine dunkelrötlich-braune bis dunkelblaue oder fast schwarze Farbe. Ein Zapfen enthält einen oder zwei, selten drei Samen, die mehr oder weniger verwachsen sind und wie ein einziger wirken. Die hellbraunen Samen sind mit einem Durchmesser von 5 bis 7 Millimeter eiförmig-kugelig oder fast kugelig.

## Vorkommen
Das Verbreitungsgebiet des Stinkenden Wacholders reicht von den Gebirgen der Balkanhalbinsel in Albanien und Nordmazedonien südwärts über Griechenland, weiter über die peripheren Gebiete der Türkei bis zu den südöstlichen Regionen des Kaukasusgebirges bis zum Libanon und zum nordwestlichen Iran. Punktuelle Vorkommen gibt es auf Zypern, im Libanon und entlang der nordöstlichen Küste des Schwarzen Meeres bei Noworossijsk und der Halbinsel Krim. Er gedeiht in Höhenlagen von nahe der Meereshöhe am Schwarzen Meer bis etwa 2000 Meter in Anatolien.
Der Stinkende Wacholder kommt hauptsächlich an trockenen, steinigen Felshängen vor und ist mit Kilikischer Tanne, Libanon-Zeder, Mittelmeer-Zypresse, Schwarzkiefer, Griechischem Wacholder, Syrischem Wacholder, Juniperus deltoides und Kermes-Eiche vergesellschaftet.

## Gefährdung und Schutzmaßnahmen
Der Stinkende Wacholder ist häufig, pflanzt sich selbständig fort und erscheint somit als nicht gefährdet. Er wird von der Weltnaturschutzunion IUCN zwar in der Roten Liste gefährdeter Arten geführt, jedoch als nicht gefährdet („Least Concern“) bezeichnet. Eine Neubewertung  auf Grund aktueller Daten wird für notwendig erachtet.
Mit der Fauna-Flora-Habitat-Richtlinie Nr. 92/43/EWG in der aktualisierten Fassung vom 1. Januar 2007 (FFH-RL) Anhang 1 der Europäischen Union werden Schutzgebietausweisungen für Lebensraumtypen, in denen Wacholder vorkommen – also auch für den Stinkenden Wacholder – gefordert.

## Systematik
Der Stinkende Wacholder (Juniperus foetidissima) gehört zur Sektion oder auch Untergattung Sabina in der Gattung Juniperus innerhalb der Familie der Zypressengewächse (Cupressaceae). Er wurde 1806 von Carl Ludwig Willdenow erstveröffentlicht. Als Synonyme für Juniperus foetidissima Willd. werden unter anderen Juniperus phoenicea Pall. non L., Juniperus sabina Sm. non L. und Juniperus sabinoides Griseb. angeführt.